# Градище (Илинден)
Вижте пояснителната страница за други значения на Градище.
Градище е крепост, разположена край село Илинден (Либяхово), България.
Крепостта е разположена на хълм, на 1,45 km източно от центъра на селото. Има триъгълна форма, като ширината ѝ е около 90 m, а и дължината около 150 m. Най-достъпна е от юг.